# Rast & Gasser M1898
Der Rast & Gasser Modell 1898 war ein Revolver im Dienst der kaiserlichen und königlichen Armee Österreich-Ungarns.

## Geschichte
Die Entwicklung des Revolvers geht auf August Rast in Wien zurück, dessen Unternehmen Rast & Gasser die Waffe herstellte. Der Rast & Gasser war ein 8-schüssiger Spannabzugsrevolver, der ab 1900 mit der Bezeichnung „M 1898“ bei der k.u.k. Armee eingeführt wurde. Die Revolvertrommel konnte nicht ausgeklappt werden, stattdessen mussten die Patronenkammern einzeln geladen werden. Dazu diente eine Ladeklappe rechts hinter der Trommel. Dann konnten mittels der Ausstoßerstange unter dem Lauf die leeren Hülsen einzeln entfernt werden, danach lud man die Patronen nacheinander nach. Die Drehung der Trommel erfolgte dabei durch das Betätigen des Abzuges. Das Öffnen der Ladeklappe trennte gleichzeitig den Abzug vom Hahn, so dass sich während des Ladevorgangs kein Schuss lösen konnte. Die Verarbeitung und Zuverlässigkeit waren auf hohem Niveau, doch die Geschoßenergie und Mannstoppwirkung erwiesen sich als zu gering. Der Winkel des Griffstücks machte die Waffe zudem etwas unhandlich. Grund für den steilen Griffwinkel ist der, im Gegensatz zu heute, damalige stehende Anschlag mit angewinkeltem Arm. Obwohl das Modell bereits 1907 durch die Pistole Roth-Steyr M1907 ersetzt wurde, blieb der Revolver noch bis in den Zweiten Weltkrieg hinein im Gebrauch.